# Варко (Мачерата)
Варко је насеље у Италији у округу Мачерата, региону Марке.
Према процени из 2011. у насељу је живело 133 становника. Насеље се налази на надморској висини од 214 м.